# Saint-Dos
Saint-Dos ist eine französische Gemeinde mit 159 Einwohnern (Stand 1. Januar 2022) im Département Pyrénées-Atlantiques in der Region Nouvelle-Aquitaine (vor 2016: Aquitanien). Die Gemeinde gehört zum Arrondissement Oloron-Sainte-Marie (bis 2016: Arrondissement Pau) und zum Kanton Orthez et Terres des Gaves et du Sel (bis 2015: Kanton Salies-de-Béarn).
Der Name in der gascognischen Sprache lautet Sendòs. Die Bewohner werden Sendosiens und Sendosiennes genannt.

## Geographie
Saint-Dos liegt ca. 50 km nordwestlich von Oloron-Sainte-Marie in der historischen Provinz Béarn am nördlichen Rand des Départements.
Umgeben wird der Ort von den Nachbargemeinden:
|                        | Saint-Pé-de-Léren                           | Carresse-Cassaber |
| Labastide-Villefranche | Kompassrose, die auf Nachbargemeinden zeigt |                   |
|                        |                                             | Auterrive         |

Saint-Dos befindet sich im Einzugsgebiet des Flusses Adour und liegt am linken Ufer des Gave d’Oloron, einem Nebenfluss des Gave de Pau. Einer seiner Nebenflüsse, der Ruisseau L’Entran, durchquert das Gebiet der Gemeinde.

## Geschichte
Vermutlich entwickelte sich Saint-Dos aus einer Seeufersiedlung aus gallorömischer Zeit. Spuren von Gräben und eines Walls zeugen von einer ehemaligen Verteidigungsanlage. Im Mittelalter gab es vermutlich einen Grundherrn. Bei der Volkszählung des Béarn im Jahre 1385 wurden zehn Haushalte gezählt, und das Dorf gehörte zur Bailliage von Mu, heute ein Ortsteil von Castagnède.
Toponyme und Erwähnungen von Saint-Dos waren:
- Sendos-Juson und Sendos-Suson (1120),
- Sancta-Maria de Sendos (12. Jahrhundert, Kopialbuch der Abtei Saint-Jean de Sorde, S. 21 und S. 24),
- Scendos (1151, Gallia Christiana),
- Nostre-Done de Sendos (1442, Notare aus Labastide-Villefranche, Nr. 1, Blatt 44),
- Sandoos und Sandos de la juridiction de France (1538),
- Saint-Doz (1675, réformation de Béarn, Manuskriptsammlung des 16. bis 18. Jahrhunderts),
- Sindos (1750, Karte von Cassini),
- Seindos (1793, Notice Communale),
- Sendos (1801, Bulletin des Lois) und
- Saint-Dos (1863, Dictionnaire topographique du département des Basses-Pyrénées).[5][6][7]

### Einwohnerentwicklung
Nach Beginn der Aufzeichnungen stieg die Einwohnerzahl auf ein Niveau von rund 300 Einwohnern. Ab den 1860er Jahren sank die Größe der Gemeinde bei kurzzeitigen Phasen der Erholung bis zur Jahrtausendwende auf rund 130 Einwohner. In jüngster Zeit ist ein leichter Aufwärtstrend zu verzeichnen.
| Jahr      | 1962 | 1968 | 1975 | 1982 | 1990 | 1999 | 2006 | 2009 | 2022 |
| --------- | ---- | ---- | ---- | ---- | ---- | ---- | ---- | ---- | ---- |
| Einwohner | 190  | 180  | 154  | 139  | 141  | 140  | 127  | 128  | 159  |

## Sehenswürdigkeiten

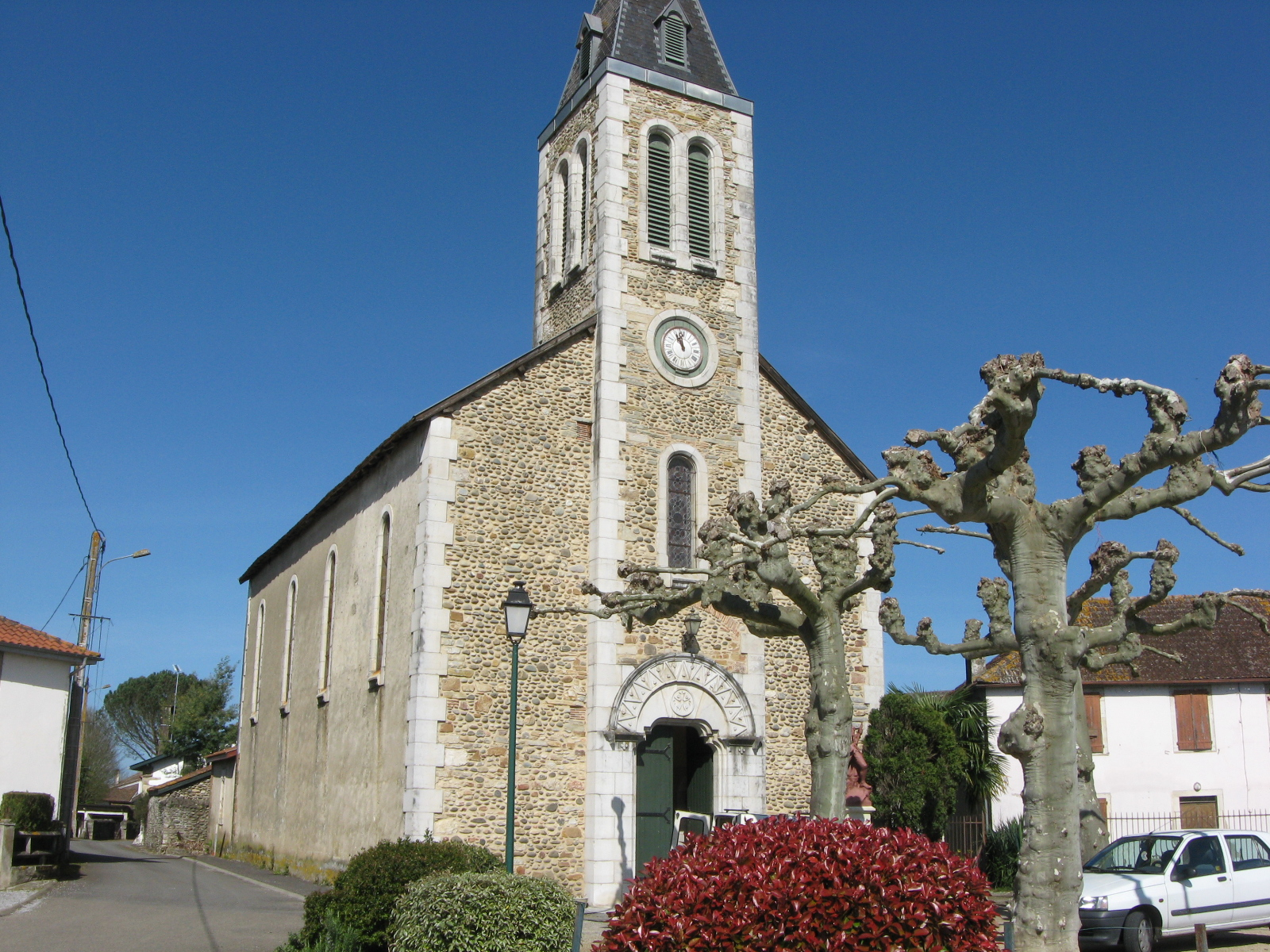
Pfarrkirche de l’Assomption-de-la-Bienheureuse-Vierge-Marie

- Pfarrkirche, gewidmet Mariä Himmelfahrt. Die heutige Kirche ist ein Neubau aus der zweiten Hälfte des 19. Jahrhunderts nach Plänen des Architekten Alphonse Bertrand, nachdem die frühere Kirche bei einem Hochwasser am Ende des 18. Jahrhunderts fortgerissen worden war. Die Arbeiten begannen 1857, wurden zwischen 1859 und 1863 unterbrochen und unter der Leitung von Henri d’Arnaudat kurz danach fertiggestellt. Der Bau ist zu einem Teil von Baron Frédéric Dombidau de Crouseilhes, Religionsminister unter Kaiser Napoleon III., finanziert worden. Zwischen 1866 und 1869 sind Glasfenster des Glasmalermeisters Gustave Pierre Dagrant aus Bayonne eingesetzt worden. Die Fenster tragen u. a. die Namen der Spender. Der Glockenturm über dem Eingangsvorbau mit einem viereckigen Helm musste 1905 nach einem Blitzeinschlag repariert werden.[10][11]
- Schloss von Saint-Dos. Es wurde 1538 als Ersatz für eine mittelalterliche Motte errichtet. Der Grundherr von Saint-Dos restaurierte sie 1728, während der Französischen Revolution wurde sie geplündert. In der Folgezeit gelangte sie in den Besitz von Baron Frédéric Dombidau de Crouseilhes und anschließend in die Hände wechselnder Eigentümer. Heute ist das Gebäude zerfallen. Allerdings zeigt die Fassade noch Zwillingsfenster und intakte Einrichtungsgegenstände, darunter ein original erhaltener Kamin.[12]

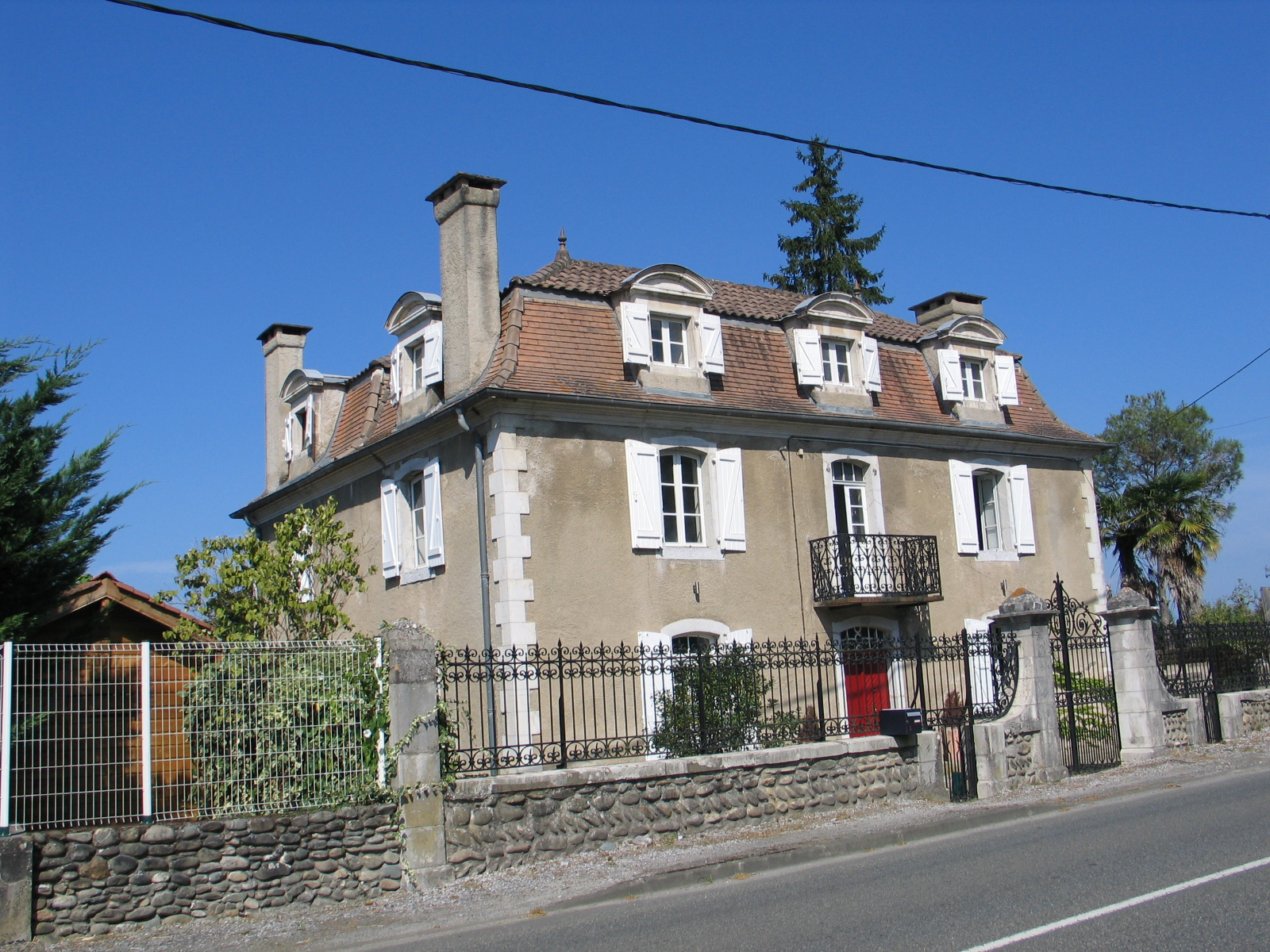
Schloss Mousseigne

- Schloss Mousseigne. Es datiert aus dem späten 17. oder frühen 18. Jahrhundert und ist von der Familie gleichen Namens errichtet worden. Sie wurde durch den Überseehandel mit Indien, Saint-Domingue und Mauritius wohlhabend, und mehrere ihrer Mitglieder bekleideten das Amt eines Magistrats. Der letzte Nachkomme verstarb im Jahre 1822.[13]
- Wassermühle. Sie gehörte dem früheren Grundherrn von Saint-Dos. Sie wurde 1736 errichtet, nachdem die erste Mühle von einem Hochwasser fortgerissen worden war. Die Wassermühle besaß zwei Kanäle, einen zur Ableitung des Wassers und damit Anhalten des Mahlsteins im Falle eines Hochwassers. Der Hauptkanal ist heute abgetrennt und aufgeschüttet.[14]

## Wirtschaft und Infrastruktur

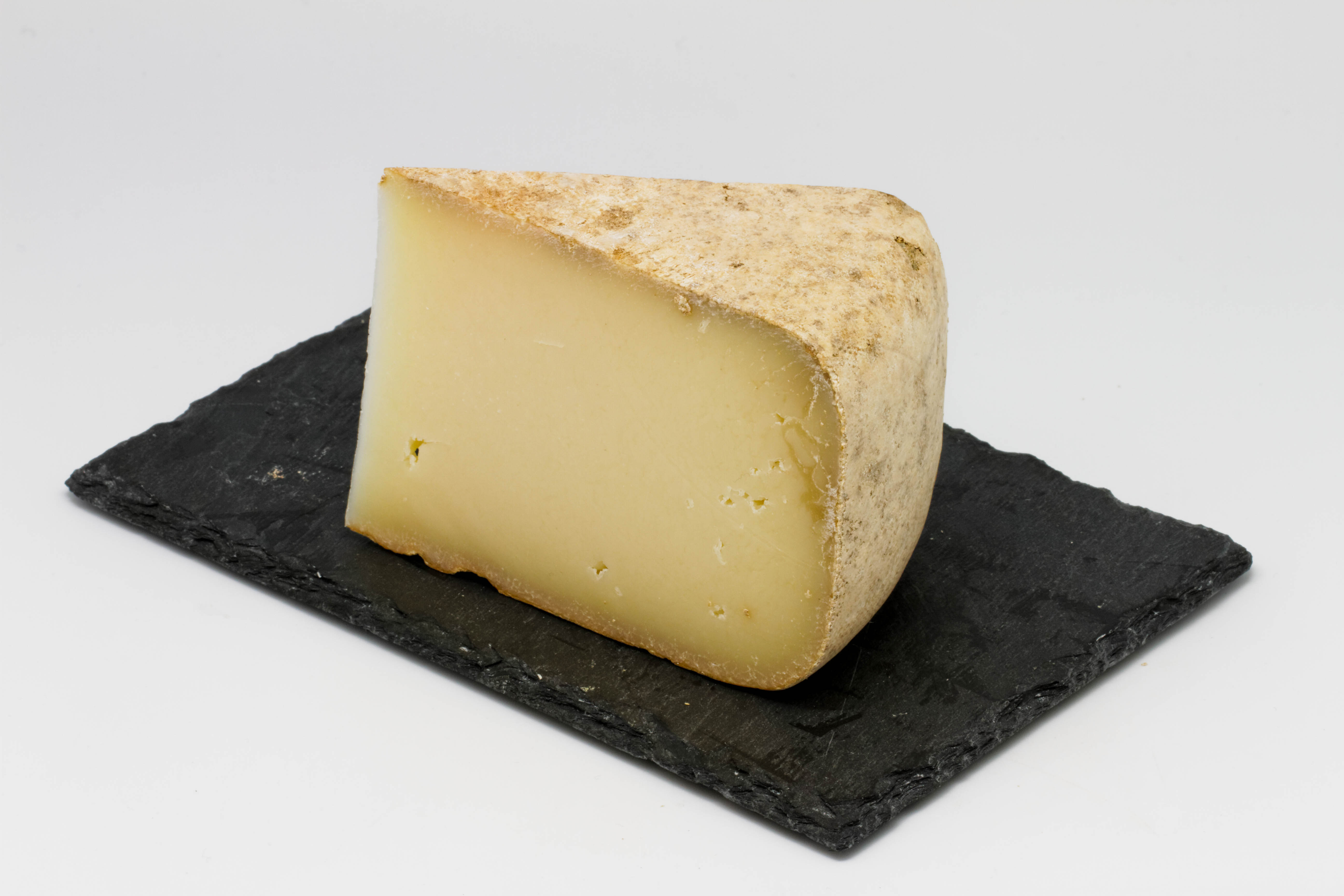
Ossau-Iraty

Die Landwirtschaft ist traditionell der wichtigste Wirtschaftsfaktor der Gemeinde. Saint-Dos liegt in den Zonen AOC des Ossau-Iraty, eines traditionell hergestellten Schnittkäses aus Schafmilch, sowie der Schweinerasse und des Schinkens „Kintoa“.

### Bildung
Die Gemeinde verfügt über eine öffentliche Grundschule mit 21 Schülerinnen und Schülern im Schuljahr 2017/2018.

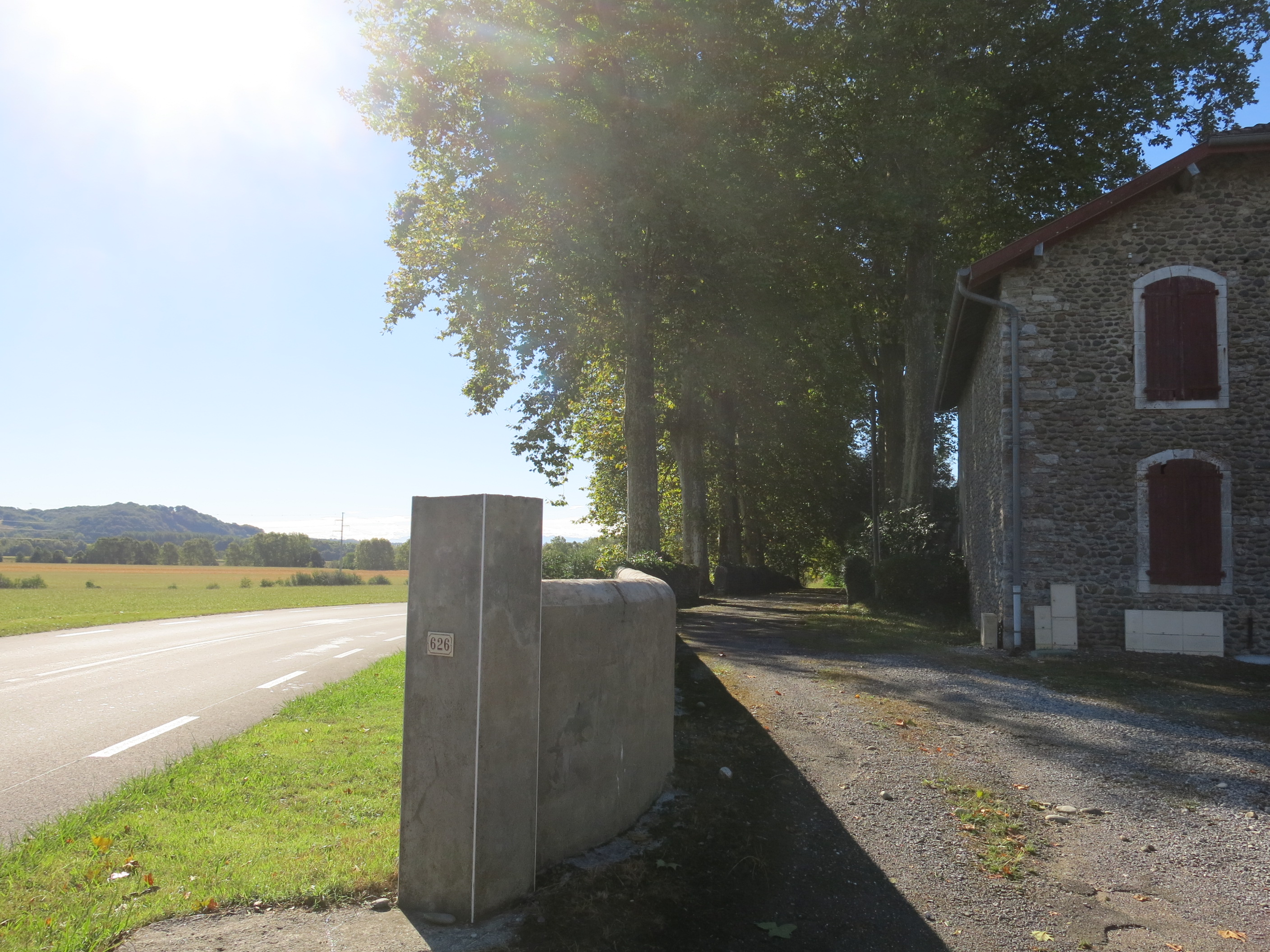
Neue und alte Trasse der D 28 in Saint-Dos

### Verkehr
Saint-Dos wird durchquert von den Routes départementales 28 und 277.

## Persönlichkeiten
Marie Jean Pierre Pie Frédéric Dombidau de Crouseilhes, geboren am 11. Juli 1792 in Oloron, gestorben am 19. Februar 1861 in Paris, war Rechtsanwalt und Politiker während der Restauration, der Zweiten Französischen Republik und des Zweiten Kaiserreichs. Er wohnte eine längere Zeit im Schloss von Saint-Dos, das im Besitz seiner Familie war.